# Mahuidacursor lipanglef
Mahuidacursor lipanglef es la única especie conocida del género extinto Mahuidacursor de dinosaurio ornitópodo elasmariano que vivó a finales del período Cretácico, hace aproximadamente entre 86 a 83 millones de años durante el Santoniense, en lo que es hoy Sudamérica. La especie tipo es Mahuidacursor lipanglef, nombrada por Cruzado-Caballero et al., 2019. M. lipanglef se basa en el holotipo MAU-Pv-CO-596, el cual consiste en varios huesos postcraneales aislados y un esqueleto articulado parcial. El holotipo se encontró en un sitio llamado Cerro Overo, dentro de la Formación Bajo de la Carpa, en la Provincia del Neuquén, Argentina. Los restos datan del Santoniense, Cretácico superior. M. lipanglef es un ornitópodo basal el cual es miembro un grupo de ornitisquios, junto con Notohypsilophodon y el clado Elasmaria, este clado incluyen otros ornitópodos basales como Talenkauen y Macrogryphosaurus.